# سد غيل كلباء
يقع سد غيل كلباء في كلباء إحدى مدن إمارة الشارقة بدولة الإمارات العربية المتحدة.
تحظى سدود الإمارات بأهمية كبيرة حيث أنه يمكن الاعتماد عليها بشكل رئيسي في خطط تخص مجال الزراعة بأراضي الإمارات العربية المتحدة فهي لديها قدرات على استيعاب المياه ، وتساهم السدود في الحماية من الفيضانات ومخاطر الانجراف، إضافة إلى تحسين لنوعية وكمية المياه الجوفية عن طريق زيادة معدلات التغذية.
سد غيل كلباء هو سد خرساني يقوم بتغذية المياه الجوفية في مناطق الغيل، مما يفيد المناطق الزراعية المحيطة به يبلغ طوله 26 متر وارتفاعه 4.5 متر.
كما إن مشروع استراحة سد الغيل المطلة على مسطح مائي طبيعي، مشروع سياحي حيث ينقسم المشروع إلى 3 أقسام: قسم الاستراحة (ويحوي مطعم ومسجد وخدمات تخدم الأطفال والعائلات والشباب......) ، القسم الثاني للمقطورات، والقسم الثالث مسار المشي الجبلي (هو عبارة عن مسار بطول 4 كم له قمتين غربية وشرقية، القمة الغربية بارتفاع 277 متر والقمة الشرقية بارتفاع 240 متر).